# Obnica (rzeka w zachodniej Serbii)
Obnica (serb. Обница) – rzeka w zachodniej Serbii, w okolicach Valjeva, lewy dopływ Jablanicy, wraz z którą na 1 km przed Valjevem tworzą rzekę Kolubarę. Długość rzeki wynosi 25 km.